# AKB48 18th Stage 「ここからだ」
『AKB48 18th Stage「ここからだ」』（エーケービーフォーティエイト エイティーンスステージ ここからだ）は、AKB48のオリジナル公演として18番目の演目である。

## 概要
AKB48がAKB48劇場で行う全曲オリジナル楽曲による通算18番目の公演である。2024年9月2日から改修工事を行っていたAKB48劇場が12月8日にリニューアルオープンするのに合わせて始まった。秋元康のプロデュースにより全曲書き下ろされたセットリストとしては2016年2月10日に始まった「M.T.に捧ぐ」公演から8年10か月ぶりとなっている。
当初は2023年10月21日に日本武道館で行われた『MXまつり AKB48 62ndシングル「アイドルなんかじゃなかったら」発売記念コンサート』においてAKB48の18周年である2023年12月8日に新公演（演目未定）をスタートすると発表されていたが、2度延期が発表された。19周年となる2024年12月8日に公演の初日を迎えた。
これまではチームごとに演目の番号をカウントしていたが、2023年10月よりチーム制を休止しているため、「PARTYが始まるよ」からひまわり組を含む全チームで行われたオリジナル公演の数を通算した番号として18th Stageとなっている。
65thシングル『まさかのConfession』の初回限定盤のBlu-rayには、全曲の公演映像がTYPE-AからTYPE-Cに分けて収録されている。

## 公演内容

### 曲目
1. overture 2.0（作曲：山口勇人）
2. ここからだ（作詞：秋元康、作曲：笠井快樹）
3. 恋愛カンニング（作詞：秋元康、作曲：谷村庸平）
4. ロマンティック男爵（作詞：秋元康、作曲：吉野貴雄）
5. 劇場へ ようこそ!（作詞：秋元康、作曲：河田貴央）
6. Lollipop（作詞：秋元康、作曲：youwhich）
7. 風の待ち伏せ（作詞：秋元康、作曲：宮島律子）
8. クリスマスリング（作詞：秋元康、作曲：池澤聡）
9. 2月のMermaid（作詞：秋元康、作曲：cAnON）
10. 振り向きざまのキッス（作詞：秋元康、作曲：DEN with LY9.8）
11. 夜中過ぎのアウトロー（作詞：秋元康、作曲：石井健太郎）
12. 奇跡が消えても（作詞：秋元康、作曲：福田貴史）
13. シクラメンが咲く頃（作詞：秋元康、作曲：伊藤心太郎）
14. まだ見たことのない景色へ（作詞：秋元康、作曲：KaSHIMURA）

アンコール
1. 緞帳を上げてくれ!（作詞：秋元康、作曲：金崎真士）
2. そんなに好きだったら（作詞：秋元康、作曲：藤本貴則）
3. Hungry love（作詞：秋元康、作曲：石井亮輔）

### 演出
- 公演初日の2024年12月8日から同月30日までは「overture 2.0」の前にこれまでの全オリジナル公演を振り返る映像がステージバックのLEDモニタに流されていた。
- アンコール1曲目の「緞帳を上げてくれ!」のイントロ前に舞台の開演を表すブザー音が流れる。
- 「緞帳を上げてくれ!」の振り付けは、元モーニング娘。の鞘師里保が担当した[6]。

## AKB48 18th 「ここからだ」公演
公演期間
2024年12月8日 -
出演メンバー（初日）
秋山由奈・伊藤百花・小栗有以・倉野尾成美・佐藤綺星・下尾みう・鈴木くるみ・千葉恵里・永野芹佳・水島美結・向井地美音・村山彩希・八木愛月・山内瑞葵・山口結愛・山﨑空
ユニット曲担当（初日メンバー）
- Lollipop（☆小栗・千葉・山内）
- 風の待ち伏せ（佐藤・水島・山﨑・秋山）
- クリスマスリング（☆倉野尾・下尾・鈴木・永野・山口）
- 2月のMermaid（八木）
- 振り向きざまのキッス（向井地・村山・☆伊藤）

※ ☆はセンター